# Аеродром Остин-Бергстром
Међународни аеродром Остин-Бергстром, (енгл. Austin–Bergstrom International Airport, ИАТА: AUS, ICAO: KAUS) је главни међународни аеродром којим се служи Остин, главни град Тексаса. Често се означава скраћеницом «МАОБ» на српском или «ABIA» на енглеском. Аеродром се налази на југоистоку Остина, 8 км од центра града.
Са 10.718.854 путника у 2014. години, постао је тридесет четврти најпрометнији аеродром у Сједињеним Америчким Државама. Од аеродрома лете директни летови за градове у САД, Мексику, Уједињеном Краљевству и Канади.
Аеродром је назван по Капетану Џону Огусту Ерлу Бергстрому.

## Терминали
Међународни аеродром Остин-Бергстром има два терминала.

### 1. Терминал «Барбара Џордан»
Отворен је 1999. године, са двадесет и пет контакт капија. Терминал «Барбара Џордан» је примарни терминал аеродрома.

### 2. Јужни Терминал
Отворен је 2007. године, јер је ВиваАеробус најавио услугу Аустина ВиваАеробус са три капије. Када је ВиваАеробус напустио Остин, Јужни Терминал је затворен 2009. године. У јуну 2015. авионски одсек Остина био у разговорима са компанијама Фронтир и Алиђант.

## Редовне линије
| Авиалинии                                  | Одредишта | Терминал       |
| ------------------------------------------ | --- | -------------- |
| Ер Канада                                  | Торонто-Пирсон | Барбара Џордан |
| Аласка Ерлајнс                             | Сијетл-Такома, Портланд (Орегон) | Барбара Џордан |
| Алиђент Ер                                 | Синсинати, Лас Вегас, Мемфис, Орландо/Сенфорд | Барбара Џордан |
| Американ Ерлајнс                           | Шарлот, Чикаго-Охер, Далас/Форт Ворт, Лос Анђелес, Мајами, Њујорк ЏФК, Филаделфија (од 5. априла, 2016), Финикс | Барбара Џордан |
| Американ Игл                               | Финикс Сезонски: Шарлот, Лос Анђелес | Барбара Џордан |
| Бритиш Ервејз                              | Лондон-Хитроу | Барбара Џордан |
| Брансон Ер Експрес                         | Брансон (Мисури) | Барбара Џордан |
| Делта Ерлајнс                              | Атланта, Минеаполис/Сент Пол, Њујорк ЏФК Сезонски: Детроит, Солт Лејк Сити | Барбара Џордан |
| Делта Конекшон                             | Детроит, Лос Анђелес, Минеаполис/Сент Пол, Солт Лејк Сити Сезонски: Орландо | Барбара Џордан |
| Кондор Флугдинст                           | Сезонски: Франкфурт на Мајни (од 27. јуна 2016) | Барбара Џордан |
| Фронтир Ерлајнс                            | Атланта, Чикаго-Охер, Денвер, Лас Вегас | Барбара Џордан |
| ЂетБлу Ервејз                              | Бостон, Форт Лодердејл, Лонг Бич, Њујорк ЏФК, Орландо | Барбара Џордан |
| Норвиџан ер шатл                           | Лондон, Париз | Барбара Џордан |
| Саутвест Ерлајнс                           | Атланта, Балтимор, Бостон, Чикаго-Мидвеј Далас-Лав, Денвер, Ел Пасо, Форт Лодердејл, Харлинџен, Хјустон-Хоби, Лас Вегас, Лос Анђелес, Либек, Нешвил, Њуарк, Њу Орлеанс, Оукланд, Оринџ Каунти (Калифорнија), Орландо, Финикс, Сент Луис, Сан Дијего, Сан Хозе (Калифорнија), Сијетл/Такома, Тампа, Вашингтон Сезонски: Канкун, Портланд (Орегон), Сан Хосе дел Кабо | Барбара Џордан |
| Тексас Скај Ервејз Корпрет Флајт Манаџмент | Далас/Форт Ворт, Викторија (Тексас) | Барбара Џордан |
| Јунајтед Ерлајнс                           | Чикаго-Охер, Денвер, Хјустон-Интерконтинентал, Њуарк, Сан Франциско Сезонски: Вашингтон-Далес | Барбара Џордан |
| Јунајтед Експрес                           | Чикаго-Охер, Денвер, Хјустон-Интерконтинентал, Њуарк, Лос Анђелес, Сан Франциско, Вашингтон-Далес | Барбара Џордан |
| Вирђин Америка                             | Сан Франциско | Барбара Џордан |